# ردألبن
رُدْألبِن أو ردآلبن (بالألمانية: Rodalben) هي بلدة ألمانية تقع في ألمانيا في Südwestpfalz.

## انظر أيضاً

رودآلبن - Rodalben
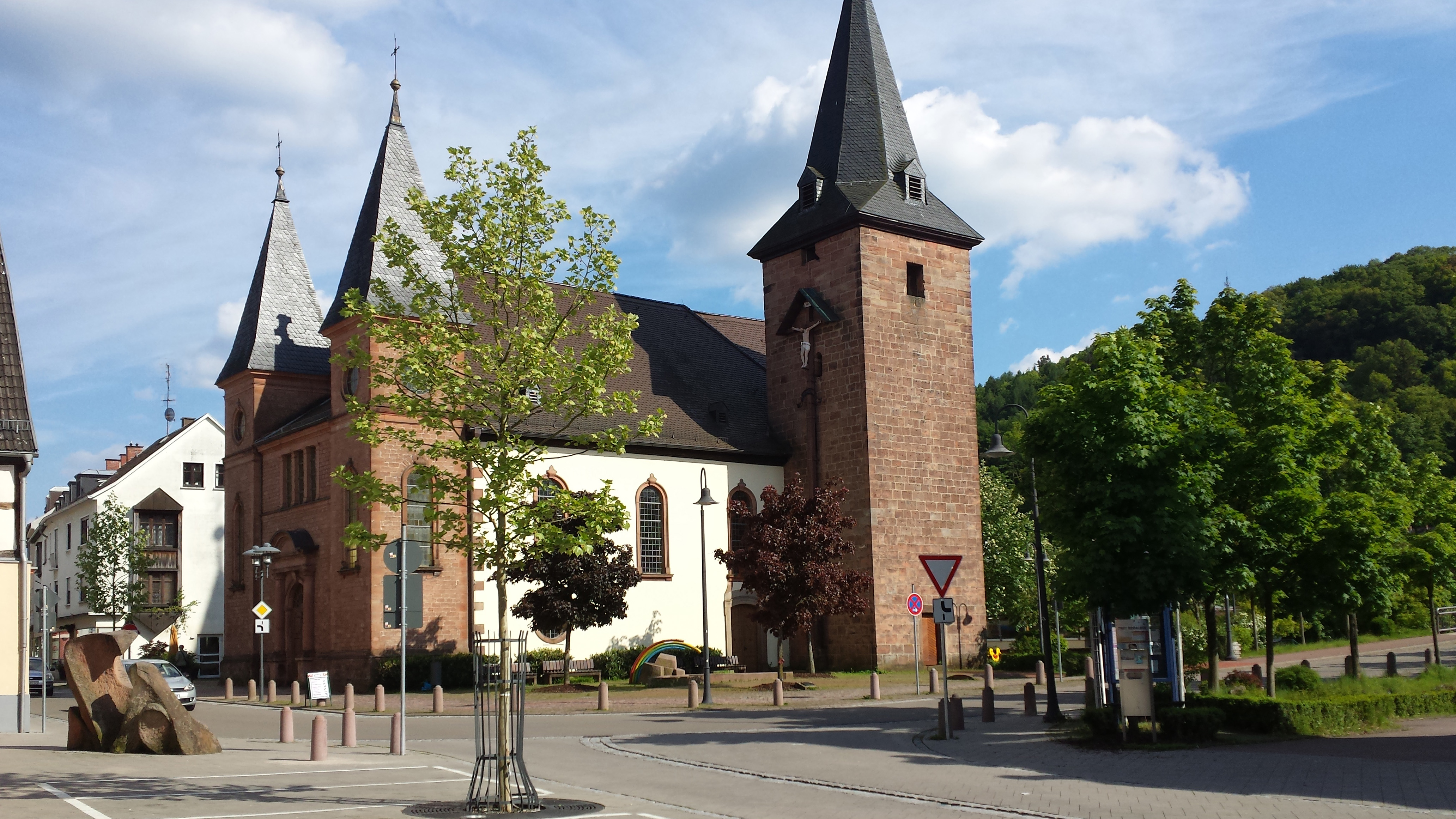
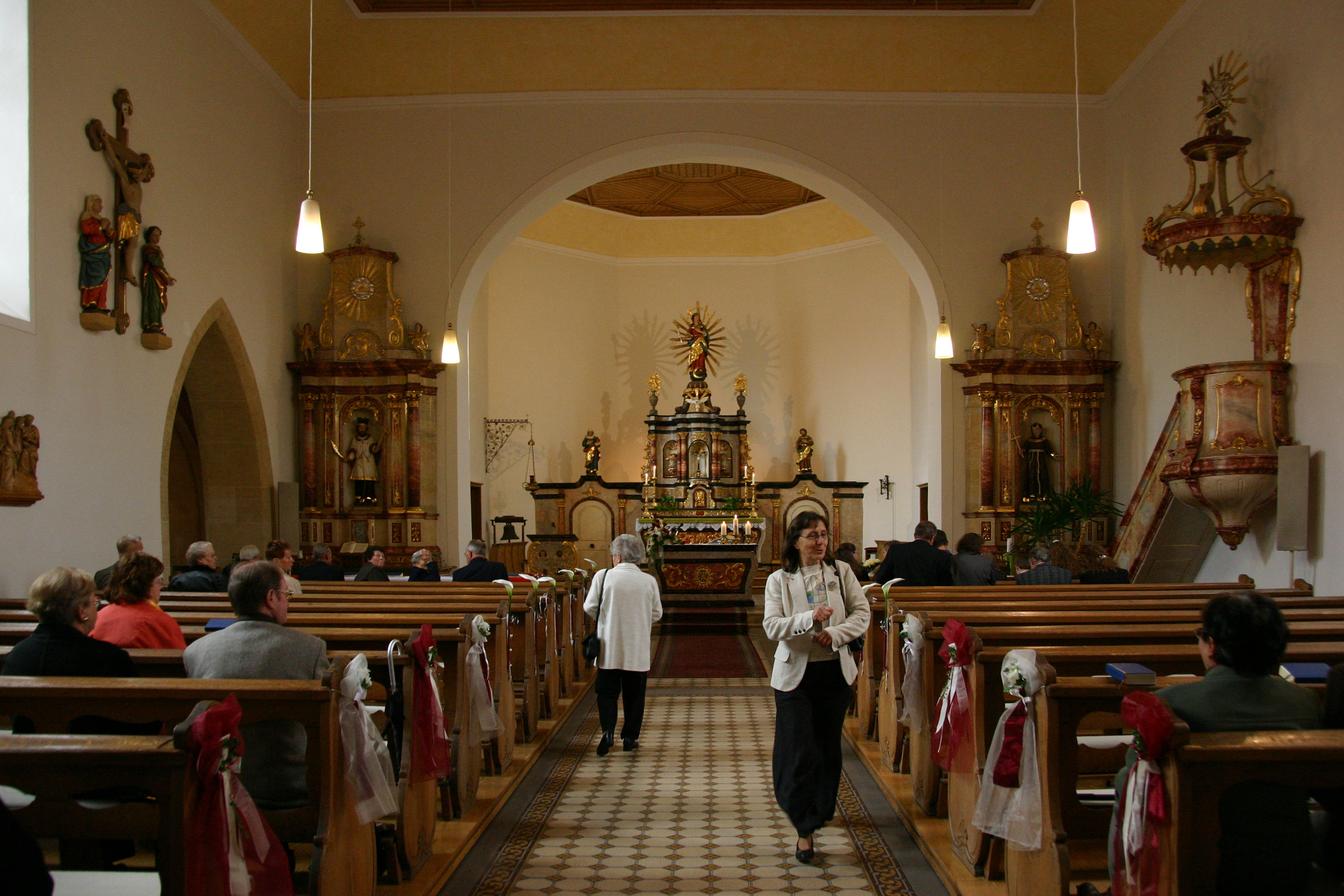
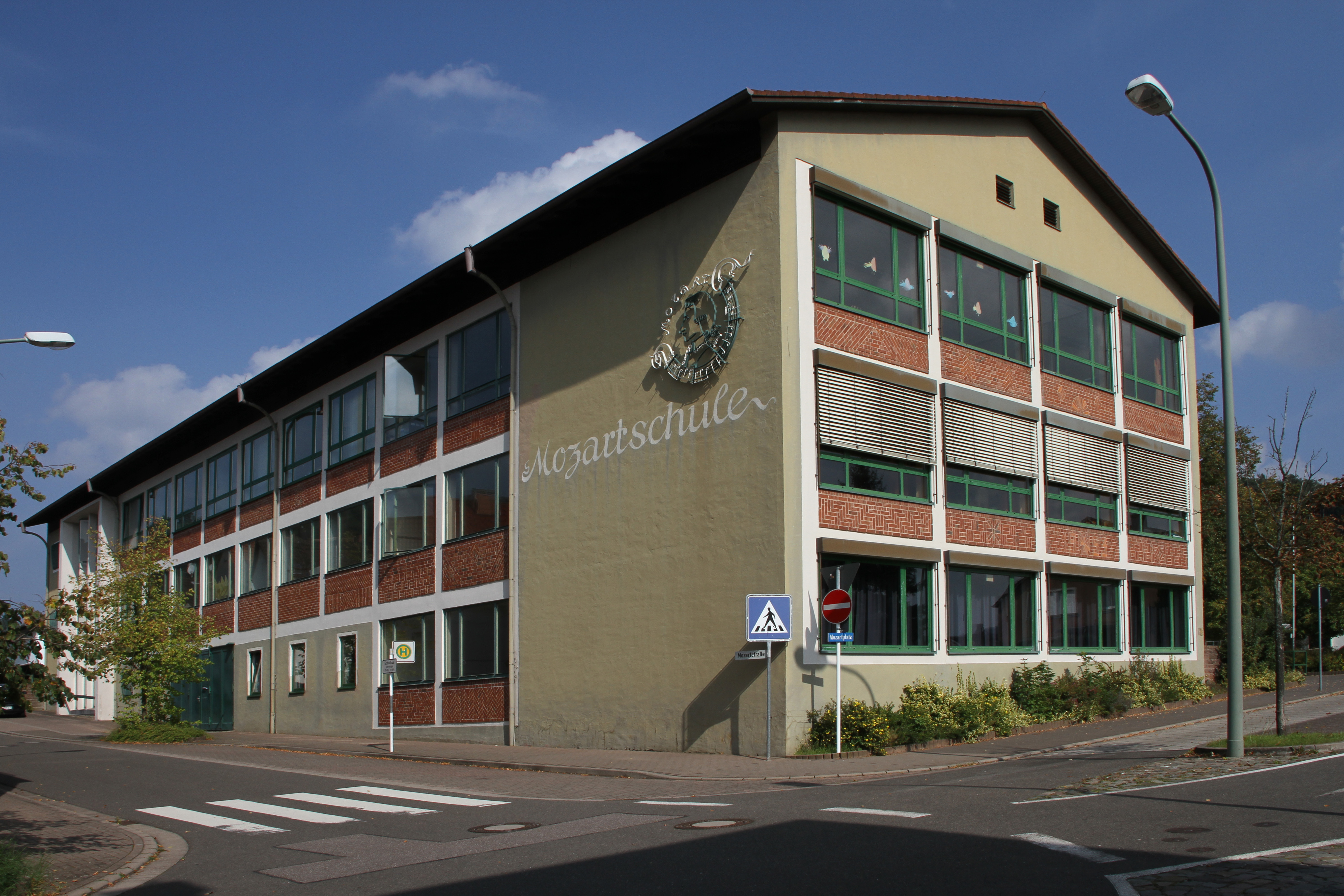
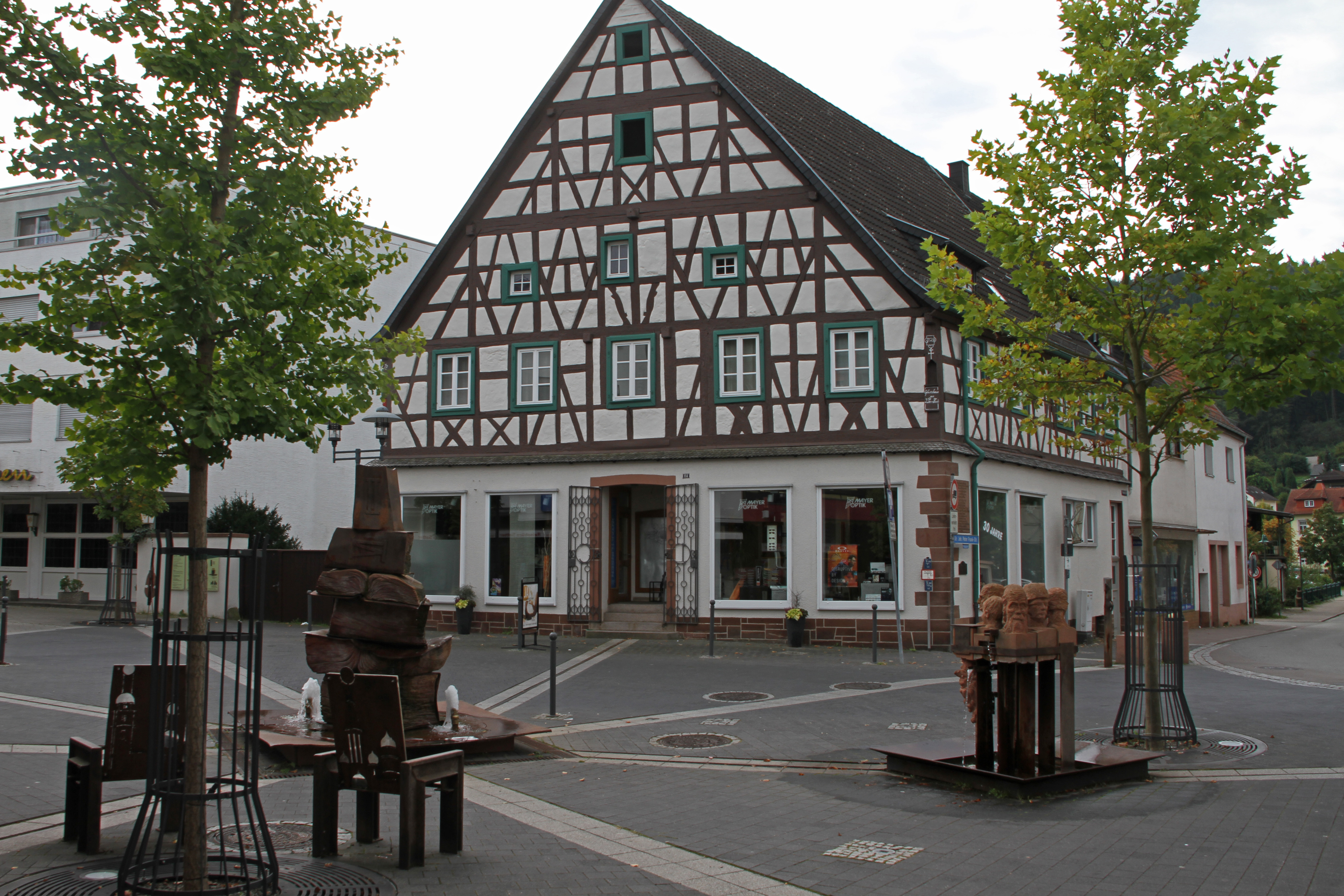
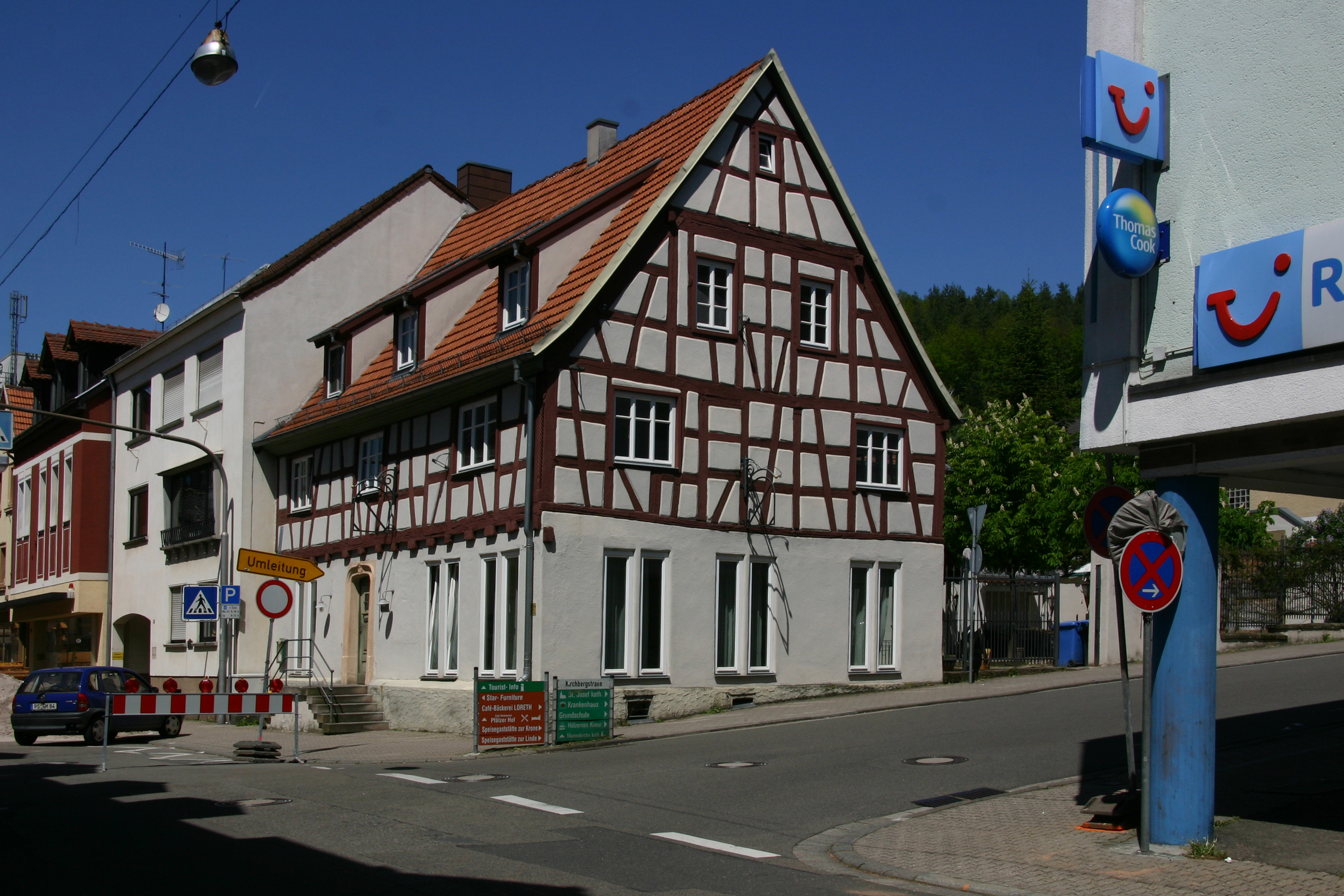
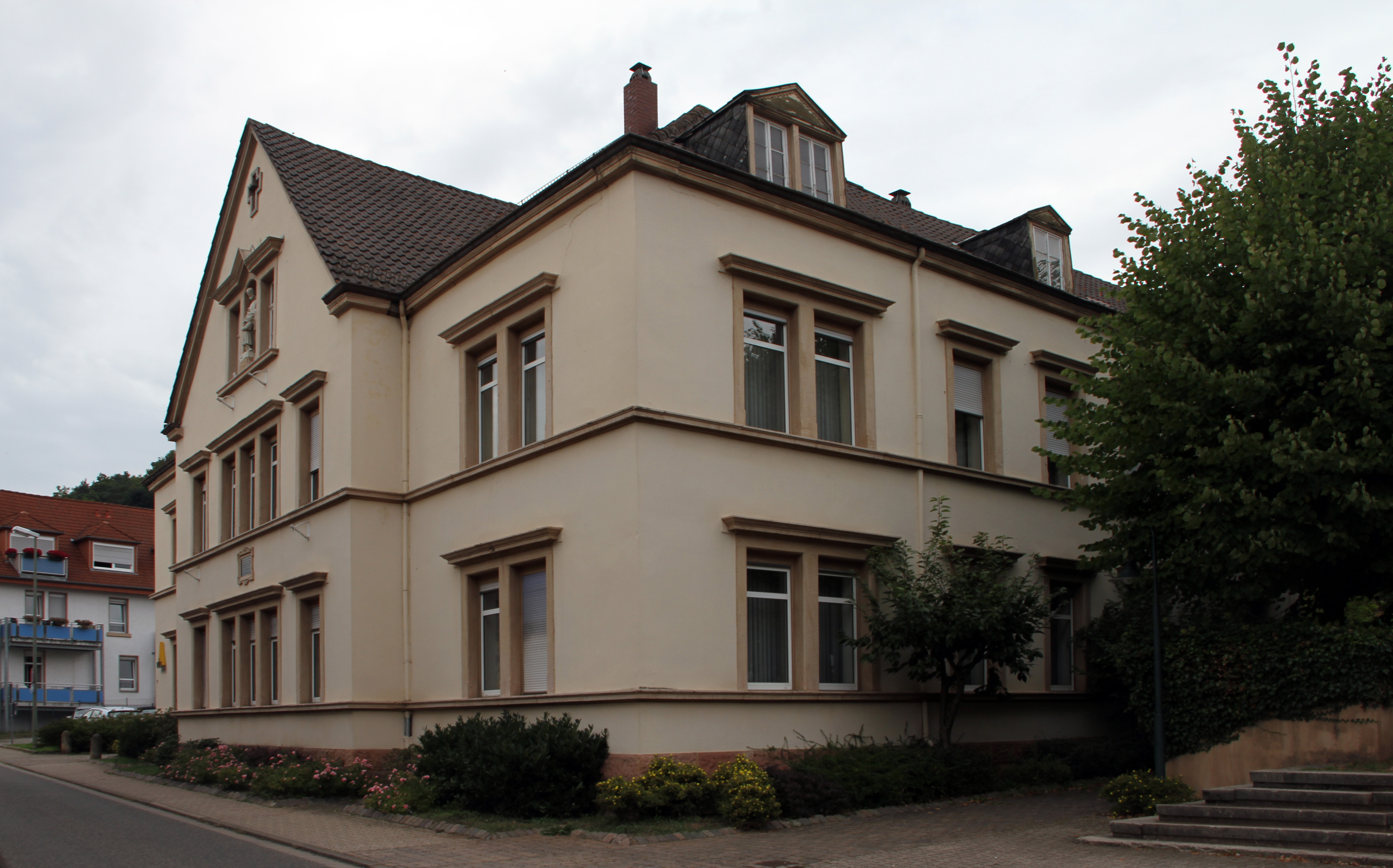
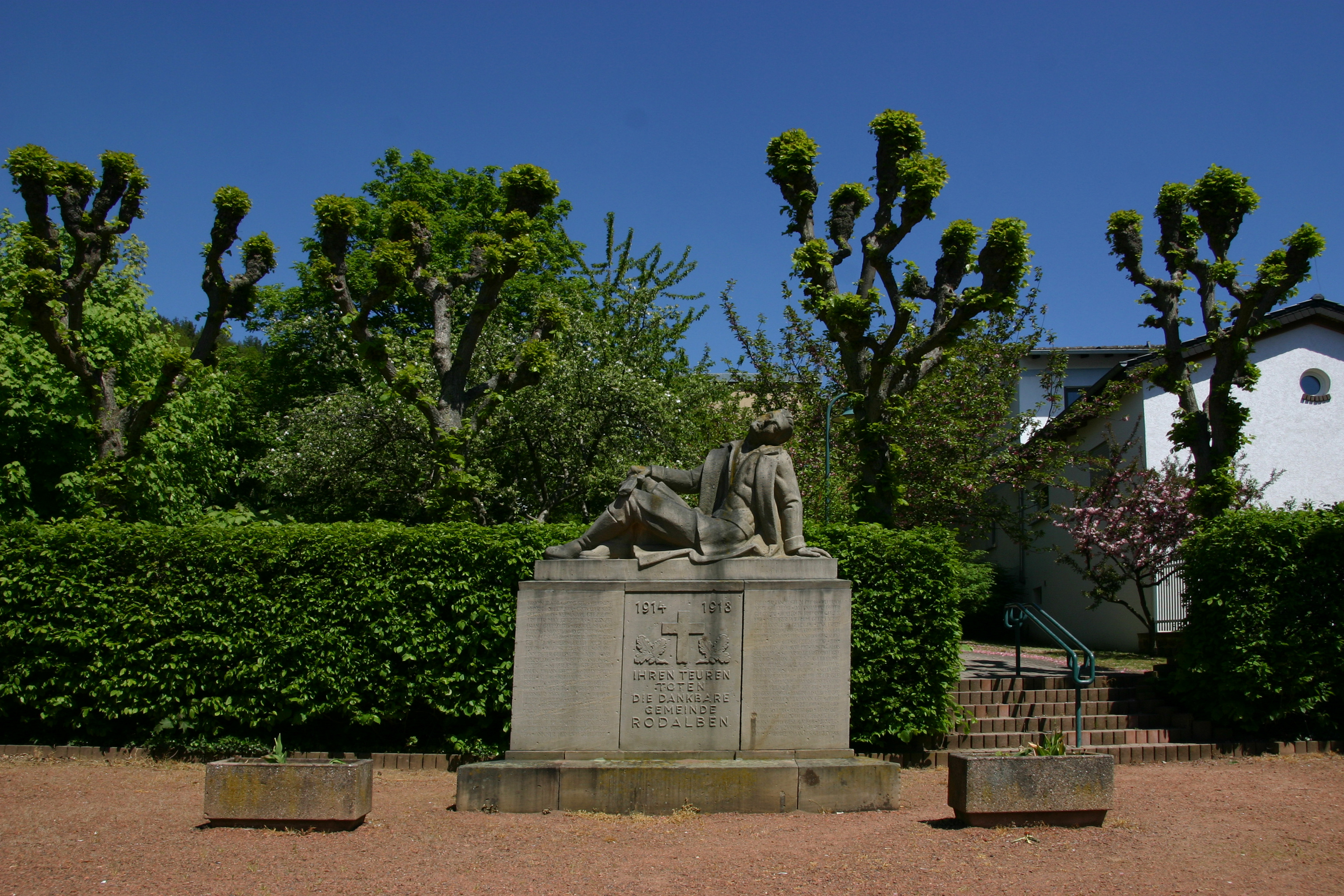
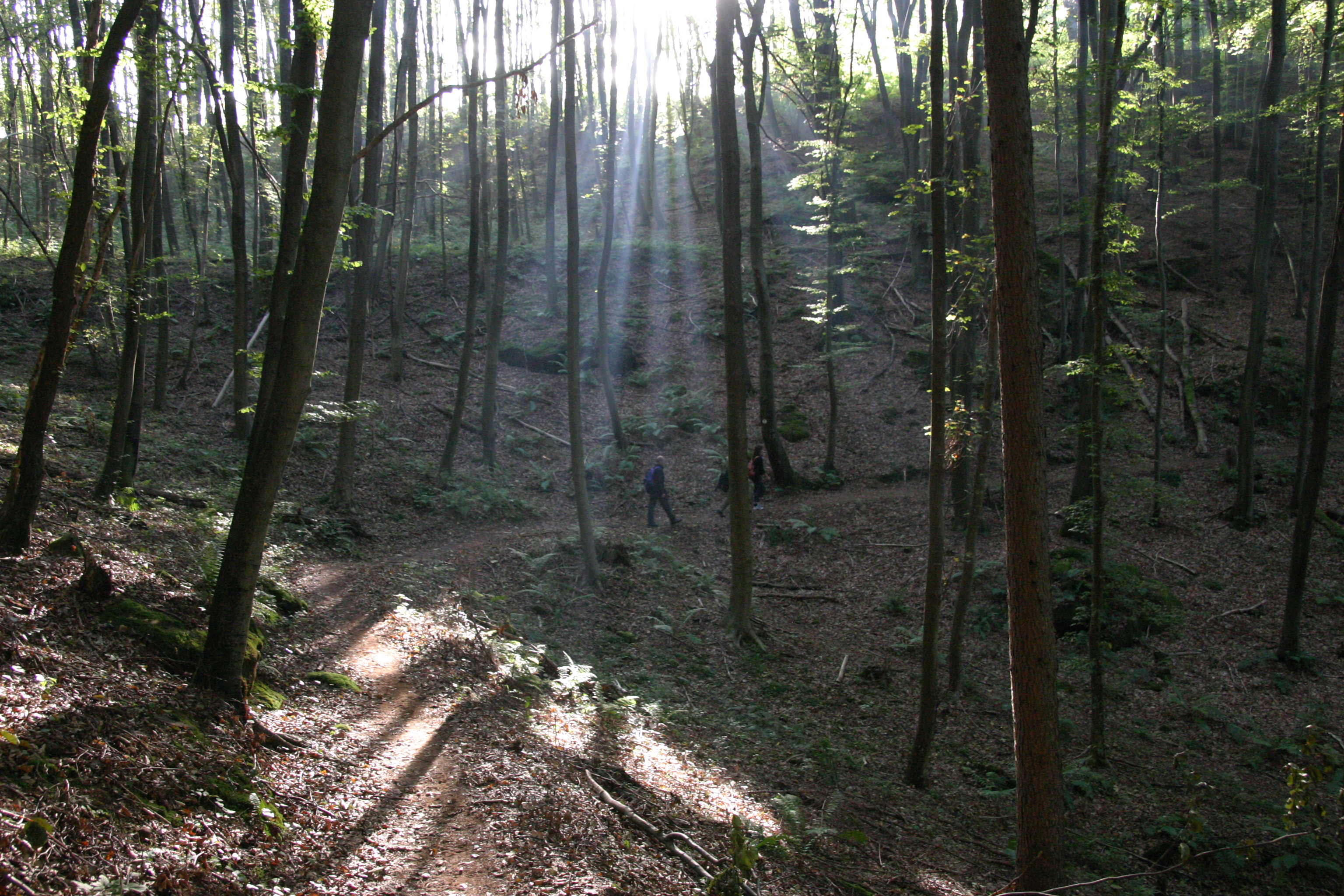

## التعداد السكاني
يقدر عدد سكانها بـ 7,495 نسمة .

## أعلام
- رالف باير
- يوهان بيتر فرانك
- جيرهارد أوير
- هارتموت بولتس
- فيليكس مولر